# 李箕永

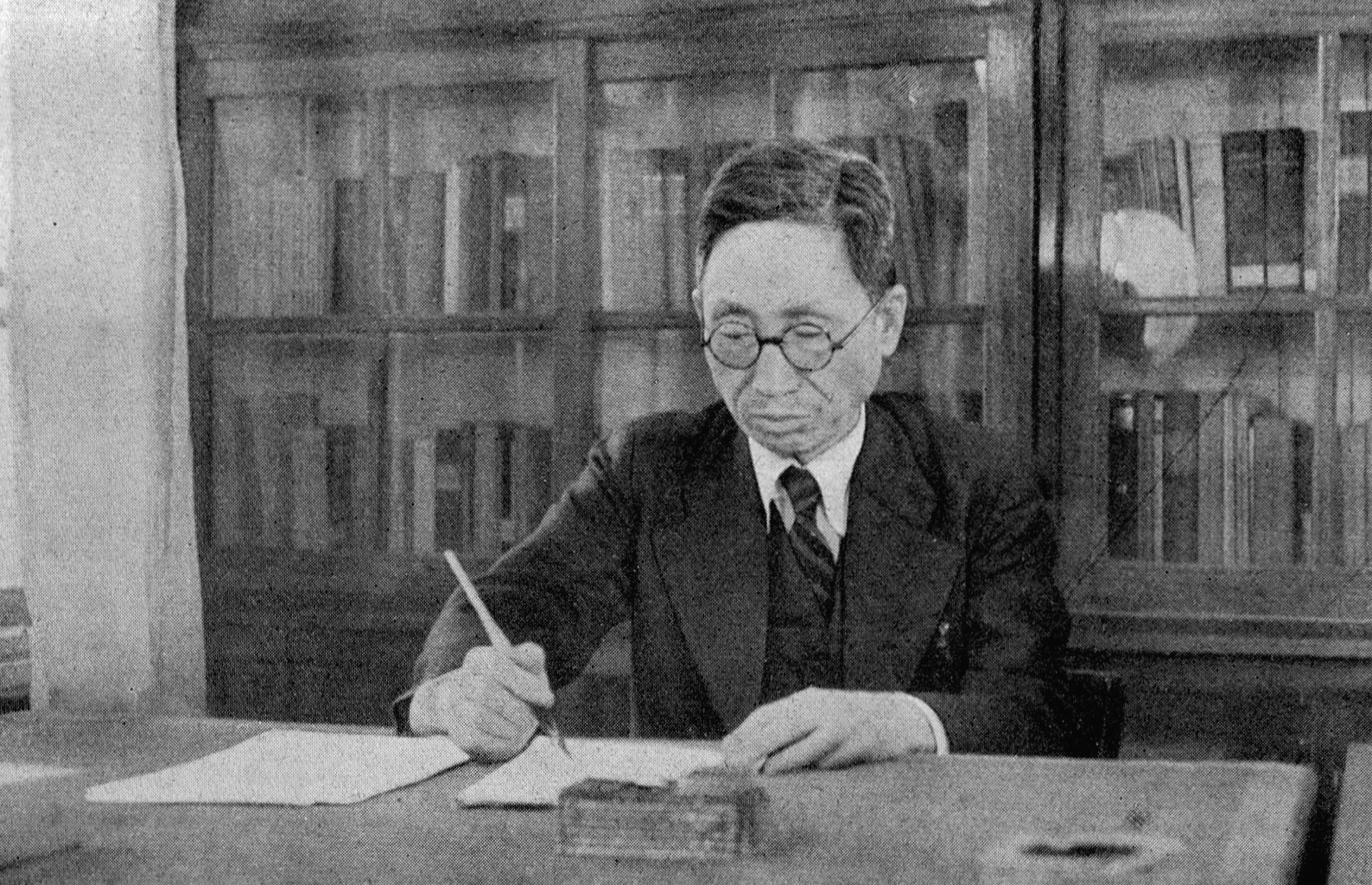
李箕永, 1946年11月

李箕永（りきえい、1896年5月 – 1984年8月9日）は朝鮮の小説家。本貫は徳水。号は民村。筆名に民村生、聖居山人、聖居、陽心谷人、陽心学人、箕永生がある。日本統治時代はプロレタリア主義作家としてKAPFの中心メンバーとして活動、解放後は左翼陣営に加わり文壇の重鎮の座に座り続けた。貧困を極めて精巧に描き出す李の筆は南北を通じて高く評価されている。

## 略歴
李箕永は1896年5月に忠清南道牙山に生まれる。父は李敏彰、母は密陽朴氏の間の長男である。生まれてすぐに天安に引っ越し、そこで育った。李の家庭は貧しく母は李が数え年で11歳のときに死んだ。学費の支払いにも苦労するほどの貧しさのなか、古代小説を読んで少年期を過ごす。1906年、私立寧進学校に入学する。寧進学校は李の父が開化思想を持つ仲間と共に設立したものだった。李は学校で新小説に出会う。また、新教育を受ける過程で1917年にはキリスト教に入信している。1921年4月、李は少ないお金を貯めて渡日、正則英語学校に入学する。日本で苦学に励むも1923年9月に起きた関東大震災の混乱で学業を中断、朝鮮に戻らざるを得なかった。
李が文壇に登場するのは1924年、『開闢』に掲載された「오빠의 비밀 편지 (兄さんの秘密の手紙)」からである。1925年、趙明熙の勧めで『朝鮮之光』に編集記者として就職する。また、同じ年に朝鮮プロレタリア芸術家同盟(KAPF)に加わり、中央委員や出版部責任者を務めるなどして活動した。李光洙や金東仁といった文士と対立し、貧民の現実を見据えた階級意識の高い文学を目指した。その間、李は、「故郷」を『朝鮮日報』に連載し貧困をリアルに描き出している。1930年代、朝鮮文壇を席巻していたKAPFに対して、当時の朝鮮総督府は弾圧を持って対処した。第1次KAPF一斉検挙では、2か月間の拘束を受け(執行猶予で釈放)、第2次KAPE一斉検挙の際は1年6か月の間投獄される。李は第2次KAPF一斉検挙の後、自らの主題を見失い、転向作家として筆をとったり、朝鮮文人協会に参加して親日的活動に加担してもいる。それが李の意思ではなかったのか、1944年には筆を折り、江原道の鉄原に引きこもった。
1945年、日本の敗戦により日本統治時代が終了する。李は朝鮮プロレタリア文学同盟に参加し、左翼文学活動を再開すると同時に、江原道人民委員会教育部長、北朝鮮芸術同盟名誉委員長、朝蘇文化協会中央委員長、北朝鮮臨時委員会委員等を務め、民族主義陣営と対立する。朝鮮戦争を経て南北分断後も、李は文壇の重鎮として、朝鮮作家同盟常任委員最高委員会副議長、北朝鮮文学芸術総同盟委員長、祖国統一民主主義戦線中央委員会委員長、朝ソ文化協会会長等を務めている。また長男の李平は金正日の最初の妻、成蕙琳の夫、次男の李鐘赫は後に朝鮮アジア太平洋平和員会副委員長となる。
1984年8月9日、病気により死亡したと伝えられた。

## 年譜
- 1896年5月6日、忠清南道牙山に生まれる。
- 1906年、私立寧進学校に入学する。
- 1908年、趙炳箕と結婚する。
- 1917年、長男が生まれる。
- 1921年4月、渡日、正則英語学校に入学する。
- 1923年9月、関東大震災により帰国。
- 1925年、朝鮮之光社に就職する。
- 1925年、KAPFに参加する。
- 1934年、第二次KAPF一斉検挙により投獄される。
- 1939年、朝鮮文人協会に参加する。
- 1945年、朝鮮プロレタリア文学同盟に参加する。
- 1984年8月9日、死亡。

## 代表作品
- 1924年、「오빠의 비밀편지」『開闢』
- 1925年5月、 「가난한 사람들」『開闢』
- 1925年12月、「민촌」『朝鮮之光』
- 1926年1月～2月、「농부 정도룡」『開闢』
- 1926年、「쥐 이야기」『文芸運動』
- 1926年9月、「외교원과 전도부인」『朝鮮之光』
- 1930年4月、「종이 뜨는 사람들」『大潮』
- 1930年8月～9月、「홍수」『朝鮮日報』
- 1931年9月、「부역」『時代公論』
- 1933年1月、 「박승호」『新家庭』
- 1933年5月～7月、「鼠火」『朝鮮日報』
- 1933年11月～1934年9月、「고향」『朝鮮日報』
- 1934年、「고향」(長篇)
- 1935年3月「元致西」『東亜日報』
- 1936年1月～7月、「인간수업」『朝鮮中央日報』
- 1937年1月、「麥秋」『朝光』
- 1938年1月、「新開地」『東亜日報』
- 1940年6月～8月、「봄」『東亜日報』
- 1940年12月、「아우」『朝光』
- 1942年、「생활의 윤리」
- 1943年、「東天紅」
- 1944年、「광산촌」
- 1944年、「處女地」
- 1948年、「어머니」
- 1948年～1949年、「땅」
- 1954年～1961年、「두만강」
- 1967年、「조국」
- 1972年、「역사의 새벽길」

## 日本語訳
- 申建訳「苗木」『朝鮮小説代表作集』教材社、1940年
- 金達寿・朴元俊訳『蘇える大地』ナウカ社、1951年
- 李殷直訳『故郷』朝鮮文化社、1960年
- 李殷直訳『豆満江』朝鮮文化社、1962年
- 李丞玉訳『流浪の追憶』朝鮮青年社、1965年
- 大村益男訳「開闢」『現代朝鮮文学選』創土社、1974年
- 大村益男訳「民村」『朝鮮短篇小説選』岩波書店、1984年
- 李春穆訳「青鷺」『20世紀民衆の世界文学 7』三友社出版、1990年
- 高演義訳「ネズミものがたり」『朝鮮幻想小説傑作集』白水社、1990年